# Shibayama
Shibayama (芝山町, Shibayama-machi) est un bourg du district de Sanbu, dans la préfecture de Chiba, au Japon.
Au 1er janvier 2014, la population s'élevait à 7 603 habitants répartis sur une superficie de 43,47 km2.